# Isländische Fußballmeisterschaft 1976
Die isländische Fußballmeisterschaft 1976 war die 65. Spielzeit der höchsten isländischen Fußballliga. Die Liga begann am 13. Mai 1976 und endete mit den letzten Spielen am 31. August 1976.
Es nahmen neun Mannschaften an der Meisterschaft teil, die in einer einfachen Hin- und Rückrunde ausgetragen wurde. Der Titel ging zum 15. Mal an Valur Reykjavík.
Da die Liga ab der nächsten Saison mit zehn Vereinen ausgetragen werden sollte, stieg das letztplatzierte Team, Þróttur Reykjavík, nicht direkt ab, sondern spielte ein Relegationsspiel gegen den Zweiten der 2. Liga, in welchem es jedoch unterlag.

## Abschlusstabelle
| Pl. | Verein                   | Sp. | S  | U | N  | Tore    | Diff. | Punkte |
| --- | ------------------------ | --- | -- | - | -- | ------- | ----- | ------ |
| 1.  | Valur Reykjavík          | 16  | 10 | 5 | 1  | 045:140 | +31   | 25:70  |
| 2.  | Fram Reykjavík           | 16  | 10 | 4 | 2  | 030:160 | +14   | 24:80  |
| 3.  | ÍA Akranes (M)           | 16  | 8  | 5 | 3  | 027:190 | +8    | 21:11  |
| 4.  | Víkingur Reykjavík       | 16  | 8  | 2 | 6  | 022:210 | +1    | 18:14  |
| 5.  | Breiðablik Kópavogur (N) | 16  | 8  | 2 | 6  | 021:220 | −1    | 18:14  |
| 6.  | ÍB Keflavík (P)          | 16  | 6  | 3 | 7  | 022:230 | −1    | 15:17  |
| 7.  | KR Reykjavík             | 16  | 3  | 5 | 8  | 020:230 | −3    | 11:21  |
| 8.  | FH Hafnarfjörður         | 16  | 2  | 4 | 10 | 011:310 | −20   | 08:24  |
| 9.  | Þróttur Reykjavík (N)    | 16  | 1  | 2 | 13 | 010:390 | −29   | 04:28  |

Platzierungskriterien: 1. Punkte – 2. Tordifferenz – 3. geschossene Tore

| (M) | amtierender isländischer Meister     |
| (P) | amtierender isländischer Pokalsieger |
| (N) | Neuaufsteiger                        |

### Kreuztabelle
Die Kreuztabelle stellt die Ergebnisse aller Spiele dieser Saison dar. Die Heimmannschaft ist in der ersten Spalte aufgelistet, die Gastmannschaft in der ersten Zeile. Die Ergebnisse sind immer aus Sicht der Heimmannschaft angegeben.
| 1976                 | Fram Reykjavík | FH Hafnarfjörður | Breiðablik Kópavogur | ÍB Keflavík | KR Reykjavík | VAL | ÍA Akranes | Víkingur Reykjavík | Þróttur Reykjavík |
| Fram Reykjavík       |                | 2:1              | 3:0                  | 2:1         | 1:1          | 1:1 | 1:2        | 3:2                | 1:0               |
| FH Hafnarfjörður     | 1:2            |                  | 0:1                  | 0:0         | 0:2          | 0:5 | 0:0        | 1:2                | 1:2               |
| Breiðablik Kópavogur | 0:1            | 3:1              |                      | 3:1         | 0:0          | 2:4 | 0:3        | 3:1                | 3:2               |
| ÍB Keflavík          | 0:1            | 6:1              | 1:2                  |             | 1:0          | 1:0 | 2:2        | 1:1                | 2:1               |
| KR Reykjavík         | 3:4            | 0:1              | 0:1                  | 1:2         |              | 1:1 | 1:3        | 1:2                | 4:1               |
| Valur Reykjavík      | 1:1            | 5:1              | 1:1                  | 2:0         | 2:2          |     | 6:1        | 3:0                | 2:0               |
| ÍA Akranes           | 1:1            | 1:1              | 2:0                  | 4:1         | 2:1          | 1:3 |            | 0:1                | 1:0               |
| Víkingur Reykjavík   | 2:0            | 0:0              | 1:0                  | 2:1         | 1:2          | 2:3 | 0:3        |                    | 3:0               |
| Þróttur Reykjavík    | 0:6            | 0:2              | 1:2                  | 1:2         | 1:1          | 0:6 | 1:1        | 0:2                |                   |

## Relegation
Aufgrund der Ligaaufstockung stieg Þróttur Reykjavík nicht direkt ab, sondern spielte gegen den Zweitplatzierten der 2. Liga, Þór Akureyri, um den Klassenerhalt. Þróttur Reykjavík unterlag mit 2:0 und stieg daher ab.
| Paarung  | Þór Akureyri – Þróttur Reykjavík |
| Ergebnis | 2:0                              |
| Datum    | 2. September 1976                |
| Stadion  | Laugardalsvöllur, Reykjavík      |
| Tore     | unbekannt                        |

## Torschützenliste
Die folgende Tabelle gibt die besten Torschützen der Saison wieder.
| Rang | Tore | Spieler                | Verein               |
| ---- | ---- | ---------------------- | -------------------- |
| 1.   | 16   | Ingi Bjorn Albertsson  | Valur Reykjavík      |
| 2.   | 15   | Guðmunður þorbjörnsson | Valur Reykjavík      |
| 2.   | 12   | Hermann Gunnarsson     | Valur Reykjavík      |
| 4.   | 11   | Kristinn Jorunðsson    | Fram Reykjavík       |
| 5.   | 11   | Hinrik þorhallsson     | Breiðablik Kópavogur |